# Roger A. Pielke
Roger A. Pielke, Sr. ( * 22 de octubre de 1946) es un meteorólogo y climatólogo especializado en variabilidad climática y cambio climático, vulnerabilidad ambiental, modelado numérico, dinámica atmosférica, interacciones tierra/océano - atmósfera, modelado de capas límite turbulentas. Y particularmente se enfoca en la meteorología de mesoescala y en los procesos de clima globales, regionales, y a microescala. Pielke es un científico altamente citado ISI.

## Background
Pielke recibió su B.A. en matemática en la Towson University en 1968, y posteriormente un M.S. y un Ph.D. en meteorología en la Pennsylvania State University en 1969 y 1973, respectivamente.
De 1971 a 1974 trabajó como científico investigador del Laboratorio Experimental de Meteorología de la NOAA, y de 1974 a 1981 fue profesor asociado en la University of Virginia, y de 1981 a 2006 siendo académico profesor en la Colorado State University, para ser también adjunto del CIRA en la Colorado State University de 1985 a 1988, y de 1999 a 2006 fue climatólogo del Estado de Colorado, de 2003 a 2006 profesor en la Duke University, y profesor visitante en la University of Arizona de octubre a diciembre de 2004. Desde 2005, Piekle sirve como Científico Senior de investigación en el Cooperative Institute for Research in Environmental Sciences (CIRES) en la UC-Boulder y profesor emérito en el Departamento de Ciencias de la Atmósfera en Colorado State University. Se retiró de la CSU y actualmente es postretirado investigador de CIRES.
Pielke ha sido Presidente y Miembro de la American Meteorological Society en su "Comisión de Análisis y Pronósticos del Tiempo", y redactor jefe de Monthly Weather Review, fue elegido Miembro de la American Meteorological Society en 1982 y Miembro de la American Geophysical Union en 2004, habiendo servido como redactor jefe del US National Science Report al International Union of Geodesy and Geophysics, corredactor jefe de Journal of the Atmospheric Sciences, Editor de Scientific Online Letters on the Atmosphere.

## Sobre el Cambio Climático Antropogénico
Pielke tiene una posición un tanto matizada sobre el cambio climático, que a veces se toma como escepticismo, una etiqueta que él renuncia expresamente; ha dicho:
la evidencia de una impronta humana en el clima regional y mundial es indiscutible, como se ilustra claramente en el informe del Consejo Nacional de Investigación y en nuestros trabajos de investigación (e.g. ver http://climatesci.org/publications/pdf/R-258.pdf). 
Sin embargo, Pielke ha criticado al IPCC por sus conclusiones sobre el CO2 y el calentamiento global, y la acusó de seleccionar determinados datos para apoyar una visión selectiva de la ciencia.
Pielke ha hecho las siguientes declaraciones en su blog:

- El necesario enfoque necesario para el estudio del cambio climático y la variabilidad son las escalas regionales y locales. Los promedios globales y de zonaas, de indicadores del clima no sólo sería importante en la medida en que proporcionan información útil sobre las escalas de espacio.
- Las tendencias de temperaturas media de la superficie globales y regionales, además de tener grandes dificultades en términos de cómo esos indicadores diagnostican y analizan, no proporcionan información importante sobre el cambio climático ni sobre la variabilidad en las escalas regional y local.
- El calentamiento global no es equivalenta a cambio climático. Importantes cambios climáticos significativos, debido a fuerzas naturales y humanas, pueden ocurrir sin calentamiento o enfriamiento global.
- El patrón espacial de cambio de contenido de calor del océano es la medida adecuada para evaluar los cambios del sistema climático de calor como el calentamiento global.
- En términos de cambio climático y de variabilidad en escala regional y local, los informes del IPCC, el informe CCSP de tendencias de la temperatura superficial y de la troposfera y la Evaluación Nacional de EE.UU. han exagerado el papel del efecto radiativo del aumento antropógenas de CO2 en relación con el papel de la diversidad de clima humano forzando el calentamiento global, y más generalmente, sobre la variabilidad y el cambio climático.
- Los modelos climáticos mundiales y regionales han demostrado inhabilidad para predecir el cambio climático y la variabilidad en escalas multidecenales.
- Los intentos de influencias significativas regionales y locales de escalas de clima basada en el control de emisiones de CO2 solo, es una política inadecuada para ese propósito.
- Un paradigma de la vulnerabilidad, centrado en los recursos regionales y locales sociales y ambientales de importancia, es un marco más integrador, útil y científicamente sólida para interactuar con los responsables políticos, que un enfoque de predicciones sobre el clima global multidecenal que son reducciones de escalas regionales y locales. El paradigma de la vulnerabilidad permite la evaluación de todo el espectro de riesgos asociados con diferentes amenazas sociales y ambientales, incluyendo la variabilidad y el cambio climático.
- Los humanos están alterando significativamente el clima mundial, pero en una variedad de diversas maneras más allá del efecto radiativo del CO2. Las evaluaciones del IPCC han sido demasiado conservadores en reconocer la importancia de ese forzamiento climático humano de alterar el clima regional y mundial. Esas evaluaciones no  comunican la incapacidad de los modelos para predecir con exactitud la extensión de las posibilidades de futuro del clima. Las previsiones, por lo tanto, no proporcionan ninguna habilidad de cuantificar el impacto de diferentes estrategias de mitigación de la respuesta del clima real que producirían. 

## Publicaciones
El profesor Pielke ha publicado más de 300 artículos científicos, 50 capítulos en textos, y coeditado 9 libros. Un listado de todo ello se puede ver en Pielke Research Group website.
- Pielke, RA. 1984. Mesoscale Meteorological Modeling. 1ª edición, Academic Press, New York
- ----. 1990. The Hurricane. Routledge Press, Londres
- Cotton, WR; RA Pielke. 1995. Human impacts on weather and climate, Cambridge University Press, New York
- Pielke, RA. 1995. A primer on weather and climate
- ----; RP Pearce, editores. 1994. Mesoscale modeling of the atmosphere. American Meteorological Society Monograph, Volume 25
- ----; & RA Pielke, Jr. 1997. Hurricanes: Their nature and impacts on society. John Wiley and Sons, Inglaterra
- ----; RA Pielke, Jr, editores. 2000. Storms, Volumes I and II, Routledge Press, Londres
- ----. 2002. Mesoscale meteorological modeling. 2ª edición, Academic Press, San Diego, CA.
- Kabat, P; M Claussen, PA Dirmeyer, JHC Gash, L Bravo de Guenni, M Meybeck, RA Pielke Sr., CJ Vorosmarty, RWA Hutjes, S Lutkemeier, editores. 2002. Vegetation, water, humans and the climate: A new perspective on an interactive system. Global Change - The IGBP Series Springer